# Phase One Media Pro
Phase One Media Pro (anciennement Microsoft Expression Media) est un outil professionnel de gestion qui permet de cataloguer et d'organiser visuellement l'ensemble des médias numériques. Media Pro est disponible pour Windows et MacOS. Il s'agit de la nouvelle version de iView MediaPro (ou iView) que Microsoft a acheté en juin 2006 avant de le revendre à la société danoise spécialisée dans l'image numérique professionnelle Phase One en juin 2010.

## Présentation
L'utilisation principale de Media Pro est le catalogage de médias numériques. Les photographes professionnels, aussi bien que des amateurs, pourront l'utiliser pour afficher une grande variété de formats, allant d'images brutes (RAW) en hautes résolutions, en passant par les images multi-couches créées avec Photoshop, ou encore des formats plus classiques comme le JPEG ou le GIF. Media Pro est également capable de cataloguer une grande variété d'autres formats numériques incluant vidéos, musiques, PDF, polices, ou encore des vidéos en Flash. L'utilisateur peut efficacement organiser et classer par catégories. Il peut également ajouter des méta-données comprenant des annotations IPTC, et localiser des médias qui peuvent être répartis dans plusieurs dossiers, y compris des disques hors-ligne. Le logiciel permet également un traitement d'images basique.
Media Pro a également une grande variété de fonctions de sortie :
- Impression - incluant des tableaux et des listes
- Création de galeries en HTML
- Conversion vers d'autres formats - par exemple, des fichiers bruts pourraient être convertis en JPEG et joints à des courriers électroniques
- Diaporama.

Une version d'essai de Media Pro est disponible en téléchargement sur le site de Phase One, de même qu'une version « reader » (« lecteur ») gratuite, cette dernière permettant de visionner les catalogues sans pouvoir les modifier.

## Historique[2]
Le logiciel, initialement développé sous Mac, nécessite QuickTime sous Windows.
- 1996 : iView
- 1998 : iView Multimedia 2.5
- 2001 : iView MediaPro 1.0
- 2004 : iView Multimedia 2.5 supporte Mac OS 9,X et Windows
- 2005 : iView Multimedia 3.0
- 2006 : Microsoft achète iView Media
- 2007 : le logiciel réapparaît sous le nom de Expression Media
- 2010 : Microsoft revend Expression Media, qui devient Media Pro, à Phase One.

Sous Microsoft Expression Media était disponible à la vente sous différentes formes :
- En version autonome ;
- Comme une partie de la suite Microsoft Expression Studio ;
- Comme une partie de Office 2008 pour Mac.

Expression Media a été envoyé en production, comme tous les autres produits de la suite Expression Studio, le 30 avril 2007. En septembre 2007, Microsoft proposa un Service Pack 1 pour Expression Media pour Windows et Mac, qui ajouta le support des photos HD.